# Kurt Kahl
Kurt Kahl (* 30. Mai 1929 in Wien; † 28. Juni 2012 ebenda) war ein österreichischer Journalist und Buchautor.
Kahl studierte Theaterwissenschaft und Germanistik an der Universität Wien und verfasste eine Dissertation über Ferdinand Raimund. Anschließend arbeitete er als Feuilletonredakteur bei der Arbeiter-Zeitung und danach ab 1967 beim Kurier, wo er zum Beilagenchef avancierte. Kahl pflegte die Theater- und die Buchkritik, schrieb aber auch Sachbücher über kulturelle Themen und Künstlerbiografien. 1978 und 1979 zählte Kahl zu den Juroren des Ingeborg-Bachmann-Preises. 1998 erhielt Kahl den Preis der Stadt Wien für Publizistik. Er wurde am Südwestfriedhof (Wien) bestattet.

## Werke (Auswahl)
- Ödön von Horváth.  Friedrich-Verlag, Velber bei Hannover 1966.
- Ferdinand Raimund., Friedrich-Verlag, Velber bei Hannover 1967.
- Johann Nestroy. Der Wienerische Shakespeare. Molden, Wien 1970.
- Die Wiener und ihr Burgtheater. Jugend und Volk, Wien 1974.
- Premierenfieber. Das Wiener Sprechtheater nach 1945. Pichler, Wien 1996.